# Kopiec Rzeczypospolitej Krakowskiej
Kopiec Rzeczypospolitej Krakowskiej – nieistniejący kilkumetrowej wysokości kopiec, usypany w 1822 r. na Plantach w Krakowie, zlikwidowany w 1874 r.

## Budowa i losy kopca
Kopiec został usypany w okresie zakładania Plant na początku lat 20. XIX wieku. Położony w gęsto uczęszczanej części ogrodów (teren dzisiejszego pomnika Floriana Straszewskiego) szybko stał się popularnym punktem na mapie Plant. Z uwagi na znajdujące się na szczycie kopca herb Wolnego Miasta Krakowa oraz słup w biało-niebieskich barwach miasta nasyp nazywano dość często Kopcem Rzeczypospolitej Krakowskiej. Mieszkańcy Krakowa używali również nazwy kopiec na Plantach.
W 1849 r. Austriacy usunęli z kopca słup w barwach miejskich wraz z herbem nieistniejącego już Wolnego Miasta Krakowa – była to jedna z form represji po upadku Powstania krakowskiego. Od tego momentu obiekt znacznie stracił na znaczeniu i popularności. W 1874 r. kopiec został ostatecznie zlikwidowany, a na jego miejscu postawiono pomnik jednego z inicjatorów powstania Plant – Floriana Straszewskiego. Autorem pomnika był Edward Stehlik, a o dawnej obecności kopca w miejscu piedestału świadczą m.in. okrągły plan skweru oraz niewielkie wzniesienie gruntu pod statuą.